# Tanarctus minotauricus
Tanarctus minotauricus är en djurart som tillhör fylumet trögkrypare, och som beskrevs av Jeanne Renaud-Mornant 1984. Tanarctus minotauricus ingår i släktet Tanarctus och familjen Halechiniscidae. Inga underarter finns listade i Catalogue of Life.